# Hobey Baker
Pour les articles homonymes, voir Baker.
Vous lisez un « article de qualité » labellisé en 2011.
Hobart Amory Hare Baker, dit Hobey Baker, (né le 15 janvier 1892 à Bala Cynwyd en Pennsylvanie aux États-Unis – mort le 21 décembre 1918 à Toul en France) est un sportif américain du début du XXe siècle. Il est souvent considéré comme la première vedette américaine de hockey sur glace mais est également un joueur célèbre de football américain.
Après avoir joué avec St. Paul's School, il rejoint l'université de Princeton en 1910 et devient l'un des membres importants des équipes de hockey sur glace et de football de l'université. Il remporte ainsi trois titres de championnats universitaires : en 1911 au football américain et en 1912 et 1914 pour le hockey. Une fois ses études terminées en 1914, il entre dans la vie active en travaillant pour la banque J.P. Morgan & Co. de New York. Cherchant un but dans sa vie, il prend des cours d'aviation sur son temps libre avant de rejoindre l'United States Army Air Service engagée dans la Première Guerre mondiale. Il abat plusieurs avions allemands en combat en vol avant la fin de la guerre. En décembre 1918, alors que la guerre est terminée et qu'il vient de recevoir la date de son retour aux États-Unis, il fait un dernier vol sur un avion venant d'être réparé mais s'écrase aux alentours de Toul en France et décède des suites de l'accident.
Il est par la suite honoré par différents temples de la renommée ; il est ainsi l'unique sportif à faire partie à la fois du temple de la renommée du hockey et du temple de la renommée du football universitaire américain. Depuis le début des années 1980, le meilleur joueur de hockey sur glace du championnat universitaire reçoit le trophée Hobey-Baker.

## Biographie

### Son enfance

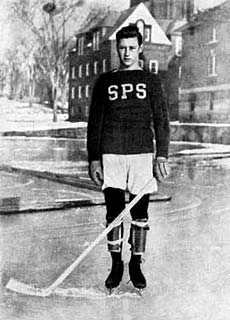
Baker avec l'équipe de St. Paul.

Hobart Amory Hare Baker naît dans la ville de Bala Cynwyd, en Pennsylvanie, aux États-Unis ; il est le deuxième fils de Mary Augusta Pemberton et d'Alfred Thornton Baker. À sa naissance, il reçoit le prénom de son oncle, le docteur Hobart Amory Hare, qui est l'obstétricien qui lui donne naissance et également le président du Jefferson Medical Hospital de Philadelphie. À l'âge de onze ans, Hobart et son frère Thornton, d'un an son aîné, sont tous les deux scolarisés à la St. Paul's School, une école privée de Concord dans le New Hampshire. Le mariage de leurs parents ne va pas très bien et, finalement, en 1907, ils divorcent.
Alors qu'il rejoint l'internat de l'école, le cadet Baker découvre le hockey sur glace. Malcolm Gordon, souvent considéré comme le père du hockey aux États-Unis, est alors l'entraîneur de l'équipe et se rend compte du potentiel du jeune Hobart Baker pour son sport. Ce dernier est déjà très rapide sur la glace et il n'hésite pas à patiner tout seul le soir sur des lacs gelés pour s'entraîner à manier le palet et la crosse. Trois ans après son arrivée à St. Paul's, il rejoint l'équipe de hockey de l'école et il l'aide à remporter d'importantes rencontres contre les autres écoles de l'est des États-Unis.
Il s'essaie à plusieurs sports et rapidement excelle à chacun d'entre eux : ainsi, il nage, selon son cousin, « comme une machine », après ses premiers essais au golf, il est capable de jouer environ en quarante coups le parcours de l'école joué sur neuf trous. L'école organise chaque année un cross-country et, alors qu'il y participe pour la première fois et pour s'amuser, il remporte la course, battant les meilleurs coureurs de l'école. Ainsi, à l'âge de quinze ans, il est nommé meilleur athlète de St. Paul, en raison de ses résultats dans plusieurs sports : hockey, football américain, baseball, tennis ou encore natation.
La Panique bancaire américaine de 1907 fait perdre à Alfred Baker une bonne partie de sa fortune et il ne peut pas envoyer ses deux fils à l'université ; conscient des capacités de son frère, Thornton laisse son cadet poursuivre ses études ; malgré tout, même si le jeune Baker doit rejoindre l'université en 1909, il doit patienter une année supplémentaire pour que son père puisse économiser suffisamment pour payer les frais scolaires. Quand Baker quitte St. Paul's, il est considéré comme un des étudiants les plus populaires de tout l'établissement.

### L'université de Princeton

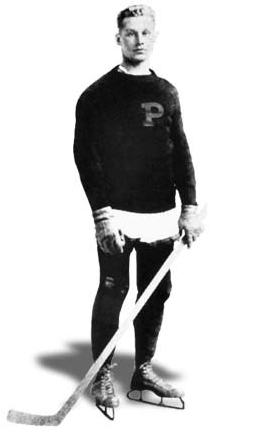
Baker avec l'équipe de hockey des Tigers de Princeton.

Il est admis à l'université de Princeton en 1910 et se loge avec six autres anciens élèves de St. Paul's dans Nassau Street à Princeton. Dès sa première année à l'université, il rejoint l'équipe omnisports des Tigers ; alors qu'auparavant, il pratiquait de façon régulière de nombreux sports, sa nouvelle école ne permet à ses étudiants de pratiquer que deux sports simultanément, Baker décide de se concentrer sur le hockey et le football américain.
Il se met rapidement en avant dans les deux disciplines : dès sa première saison avec l'équipe de football américain, il donne la victoire 6-0 aux siens lors d'une rencontre contre l'université Yale en feintant un field goal pour inscrire le seul touchdown de la partie. Il évolue en tant que quarterback et a pour habitude de jouer sans casque sur la tête. Au cours d'un autre match contre Yale, en novembre 1911, il décroche un record pour l'équipe en retournant treize punts au cours du même match,. Les Tigers terminent la saison avec une fiche de huit victoires, aucune défaite et deux parties nulles et mettent ainsi la main sur le championnat national.
Lors de sa deuxième année à l'université, en plus de faire partie de l'équipe de football américain, il rejoint officiellement celle de hockey sur glace. Au football américain, il termine la saison avec une production de 92 points, un record qui ne sera battu qu'en 1974. Son équipe termine avec une fiche de sept victoires et une seule défaite. Au hockey sur glace, l'équipe ne possède pas de patinoire et joue toutes ses rencontres à New York dans la patinoire St. Nicholas Rink, une des seules salles au monde avec une glace artificielle. Elle finit la saison 1911-1912 avec une fiche de huit victoires et deux défaites. Lors de cette deuxième année au sein de l'université, il est invité à rejoindre The Ivy Club, le plus ancien des clubs de discussion et de restauration de Princeton.
En 1913, Hobey Baker devient le capitaine de l'équipe de football pour sa dernière saison avec les Tigers ; ces derniers terminent avec cinq victoires, deux défaites et un match nul. Au cours des trois saisons qu'il vient de faire avec son équipe, Baker totalise 180 points, un record d'équipe qui durera jusqu'en 1964, année où Cosmo Iacavazzi dépasse ce total dans le dernier quart-temps lors de son dernier match avec les Tigers. Baker rattrape plus de 900 punts au cours de sa carrière et a une moyenne de 300 yards en retour de punts par rencontre.
Le 24 janvier 1914, l'équipe de Princeton joue contre l'université Harvard dans la patinoire du Boston Arena. Bien que favoris dans les paris, les joueurs de Princeton doivent se passer de deux de leurs meilleurs joueurs, l'un blessé et l'autre suspendu. Baker reçoit une ovation par les 6 000 spectateurs lors de son entrée sur la glace. Le match se déroule en deux mi-temps de vingt minutes et comme il se termine sur le score d'un but partout, deux périodes de prolongation de cinq minutes sont jouées mais se concluent sans aucun but supplémentaire. Les capitaines des deux équipes s'entendent pour disputer une nouvelle prolongation se jouant avec l'élimination en mort subite. Alors que les deux équipes ont déjà joué soixante minutes de jeu, seulement cinq joueurs d'Harvard et un de Princeton ont été remplacés ; quant à Baker, il ne semble même pas être essoufflé. Finalement, Leverett Saltonstall, joueur remplaçant d'Harvard, inscrit le but de la victoire pour les siens au bout de 23 minutes de la nouvelle prolongation.
Baker joue son dernier match de hockey avec les Tigers lors d'une rencontre contre l'université d'Ottawa le 28 février 1914 ; le match compte pour l'attribution du titre d'Intercollegiate Hockey Championship d'Amérique du Nord et Ottawa bat Princeton sur le score 3 buts à 2. Princeton remporte tout de même le titre national de 1914 en finissant avec une fiche de dix victoires pour seulement trois défaites,. Il n'était pas dans les habitudes de l'époque de conserver les statistiques des joueurs de hockey mais il est estimé que Baker a inscrit environ 120 buts et réalisé 100 passes décisives en trois saisons, soit l'équivalent d'une moyenne de trois passes décisives et de trois buts par match. Outre son talent offensif, Baker est également un joueur connu pour son fair-play : il ne reçoit qu'une seule pénalité de sa carrière au hockey pour cinglage en janvier 1913 et il a également l'habitude de venir saluer ses adversaires à la fin des rencontres dans leur propre vestiaire.
À l'automne 1914, Baker a terminé ses études universitaires avec des diplômes en histoire, politique et économie, le tout avec des notes au-dessus de la moyenne. Il est nommé meilleur joueur de football de l'école, mais également meilleur footballeur, meilleur athlète et l'étudiant ayant fait le plus pour Princeton. Il reçoit également un total de huit varsity letters, cinq pour le football et trois pour le hockey.

### Après l'université
Au cours de l'été qui suit l'obtention de son diplôme, Baker fait un tour d'Europe en tant que correspondant pour le New York Times, couvrant différents sujets sportifs comme la régate Henley Royal Regatta en Angleterre. De retour aux États-Unis et grâce à des camarades de Princeton, il commence à travailler pour Johnson & Higgins, une société d'assurance située dans Wall Street à New York. Peu de temps après, il change de travail et, une nouvelle fois grâce un ancien de Princeton, il entre dans la banque J.P. Morgan Bank. Il signe avec elle un contrat pour deux ans, gagnant environ 20 dollars par semaine. À cette époque, Baker rencontre un ancien de St. Paul's et de Princeton, Percy R. Pyne II, personnage riche et important de la vie New-Yorkaise. Pyne a 10 ans de plus que Baker mais les deux hommes se lient d'amitié et Pyne accueille son cadet dans sa maison située au 263 Madison Avenue. Par la suite, Pyne présente à Baker une certaine Jeanne Marie Scott, connue sous le nom de Mimi avec qui Baker sera fiancé plus tard, fin 1918. D'un caractère discret, Baker s'ennuie rapidement au travail et est souvent gêné quand il doit rencontrer les clients importants de la banque. Très vite, il cherche des occupations annexes à son travail pour rompre la monotonie de sa vie.
Il rejoint ainsi le club de hockey sur glace de St. Nicholas, une équipe amateur de la ville de New York. Pyne lui fait également découvrir d'autres sports comme le polo ou les courses automobile, deux sports dans lesquels il va vite exceller. Au sein du club de hockey, les fans se souviennent de lui lors de son passage à Princeton — les deux équipes partageant alors à la même patinoire — et le gérant dans la salle n'hésite pas à afficher des panneaux annonçant« Hobey Baker Plays Tonight ». Gêné par toute l'attention dont il est le sujet, Baker demande finalement que les panneaux soient enlevés et déclare même aux journalistes qu'il préfère qu'on ne parle pas de lui. Ainsi pour éviter les interviews d'après match, il n'est pas rare qu'il demande à Pyne de lui envoyer sa voiture et son chauffeur pour fuir la salle à la fin des rencontres. Le 11 décembre 1915, il joue avec son équipe la finale de la Ross Cup contre les Stars de Montréal ; Baker inscrit deux buts et trois passes décisives pour la victoire 6-2 des siens.
Alors qu'il joue pour St. Nicholas, les Canadiens de Montréal de l'Association nationale de hockey lui offrent un contrat de trois saisons pour un montant de 20 000 dollars ; il refuse l'offre car à l'époque il était mal vu pour une personne telle que lui de devenir professionnel. Il joue son dernier match de hockey le 24 mars 1917 lors d'une rencontre dans le Winter Garden at Exposition Hall à Pittsburgh. Le match oppose une sélection de joueurs de Philadelphie menée par Baker contre les meilleurs joueurs des clubs de Pittsburgh ; ces derniers s'inclinent 3-2 à la suite d'une prolongation, les trois buts de la sélection de Philadelphie étant inscrits par Baker. Malgré son succès sur la glace, l’intérêt de Baker pour le hockey diminue : il ne supporte plus d'être la cible des agressions adverses et, alors que le professionnalisme progresse de plus en plus, il est persuadé que le sport doit être joué uniquement pour l'amour du jeu.

### La Première Guerre mondiale

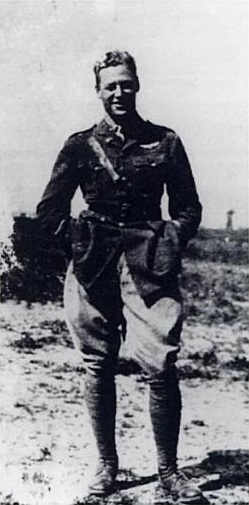
Photographie de Baker en tant que pilote d'avion pendant la Première Guerre mondiale.

En 1916, Baker rejoint le corps de l'aviation civile mené par Leonard Wood sur Governors Island ; il suit alors des cours d'aviation le soir après son travail. Il retrouve dans le pilotage des avions les mêmes sensations que celles qu'il avait trouvées dans le sport, le côté sérieux en plus. Il pilote un des douze avions passant au-dessus de Palmer Stadium avant la traditionnelle rencontre de football américain entre Yale et Princeton football le 18 novembre 1916.
L'entrée des États-Unis dans la Première Guerre mondiale donne un nouveau but dans la vie de Baker qui y voit l'occasion d'utiliser à bon escient ses talents de pilote. Il est un des premiers américains à quitter le pays pour rejoindre l'Europe le 23 août 1917. Une fois en France, Baker apprend qu'avant de pouvoir rejoindre le front, il doit d'abord être autorisé par les Français et suivre des cours en ce sens, cours donnés en français. En raison d'un manque d'avions, il est bloqué à Paris où il retrouve tout de même Mimi Scott, engagée en tant qu'infirmière et travaillant dans un hôpital de France.
Nommé lieutenant en mars 1918, Baker rejoint finalement le front le mois suivant et rejoint le 103e escadron de poursuite aérienne, suite de l'escadrille La Fayette. Le 21 mai, il aide son escadron à abattre un avion ennemi pour la première fois, même s'il n'est pas crédité. Dans une lettre qu'il envoie à sa famille, Baker écrit qu'il s'agit du « biggest thrill [he] ever had in [his] life » et il compare alors les sensations à celles qu'il avait lors des grandes rencontres sportives. En mai 1918, son premier avion abattu lui est officiellement attribué et le gouvernement français lui remet la croix de guerre.
Au cours de l'été, il est affecté au 13e escadron de bombardier sous la direction de Charles Biddle, qui a spécifiquement demandé que Baker rejoigne son escadron en tant que commandant d'escadrille. Bien que peu confiant à l'annonce de cette nouvelle affectation, il est rassuré car celle-ci a été demandée par Biddle en personne. Le 20 juillet, l'escadrille descend son premier avion allemand. Le mois suivant, il change une nouvelle fois d'escadron mais cette fois, il est nommé responsable du 141e escadron, qui comprend 26 pilotes et 180 hommes, en attente des avions de l'escadron.
Au mois de septembre, il se fiance à Scott et demande à son ami, Pyne, d'acheter une bague de fiançailles et les journaux aux États-Unis annoncent les fiançailles. Il reçoit une nouvelle promotion en octobre et devient capitaine. Finalement, les avions et les équipements arrivent peu de temps après. Baker décide de peindre les avions en orange et noir, en l'honneur de Princeton et l'escadron reçoit pour insigne un tigre. Baker abat encore deux avions début novembre,.
Finalement, alors que l'Armistice de 1918 est signé, les fiançailles de Baker et de Scott sont annulées, cette dernière ayant une relation avec un diplomate américain à Paris, Philander Cable. Ces deux événements sapent le moral de Baker qui est mortifié à l'idée de retourner travailler dans des bureaux alors qu'il se considère avant tout comme un sportif. Il est censé retourner aux États-Unis en décembre mais fait une demande de report, demande qui sera rejetée.

### Son décès

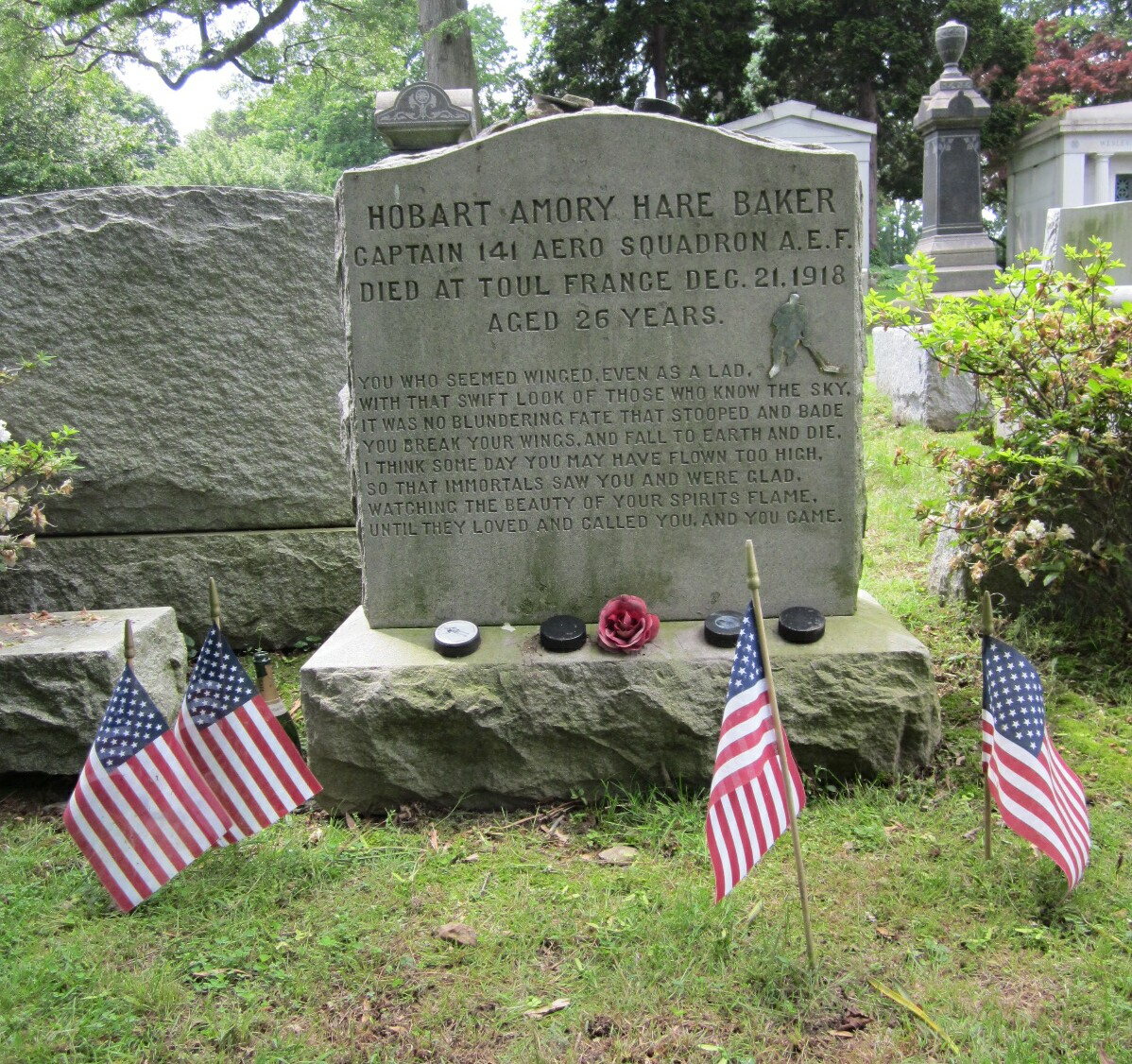
Photographie de la tombe de Baker à Bala Cynwyd.

En décembre 1918, Hobey Baker reçoit l'ordre de rentrer dans son pays mais n'étant pas enchanté de quitter la France et de retourner à sa vie civile américaine, il décide de voler pour une dernière fois depuis l'aérodrome de son escadron près de Toul le 21 décembre 1918, le jour même de son départ pour rejoindre Paris par le train. Ce désir de faire un dernier vol est contraire à la fois aux traditions mais également aux superstitions de l'armée de l'air américaine ; malgré les oppositions qu'il reçoit des pilotes de son escadron, il décide tout de même de faire ce dernier vol, « one last flight in the old Spad ». Le vol est finalement programmé et alors qu'il a l'habitude de voler avec un avion particulier, un des mécaniciens de l'escadron l'informe qu'un des appareils vient d'être réparé et qu'il doit être désormais testé en vol. En tant que commandant de ses hommes, il considère qu'il s'agit de son devoir de tester l'avion et le fait préparer pour son vol.
Sous une pluie battante, Baker décolle et prend de l'altitude jusqu'à atteindre 600 pieds, soit environ 182 mètres, mais après environ quatre cents mètres de parcourus, le moteur de l'avion s'arrête. Par le passé, Baker s'était déjà posé en catastrophe avec un avion de ce type avec seulement quelques côtes de cassées. Cette fois, le commandant d'escadron décide d'essayer d'atterrir à la base plutôt que de s'écraser. Il n'a cependant pas assez de puissance pour atteindre la base et l'avion s'écrase le nez le premier à une centaine de mètres de la piste ; son escadron vient à son secours pour le libérer de l'avion mais il meurt quelques minutes plus tard dans l'ambulance. L'ordre qu'il avait reçu de rentrer aux États-Unis est retrouvé dans la poche de sa veste.
Même si la raison de la mort de Baker est un accident d'avion provoqué par un problème de moteur, certains témoignages mettent en avant que ce n'était pas un simple accident. Ses amis témoignent alors des difficultés avec lesquelles il abordait son retour en Amérique à la suite de sa rupture avec Scott. Baker est, dans un premier temps, enterré dans un petit cimetière militaire près de Toul mais en 1921, sa mère fait rapatrier son corps dans le caveau familial du West Laurel Hill Cemetery à Bala Cynwyd.

## Son influence et son legs
Baker est considéré comme un des meilleurs joueurs de hockey sur glace de son époque mais également comme la première vedette américaine de ce sport. Son influence à Princeton est telle que, quand il s'engage pour la Première Guerre mondiale, de nombreux autres joueurs de l'université font de même et celle-ci ne peut pas mettre en place d'équipe pour la saison 1917-1918 ; ainsi, pas moins de neuf joueurs s'engagent. Les Tigers de Princeton sont les premiers à rendre hommage à leur ancien joueur ; ils font construire en 1921 une nouvelle patinoire de hockey sur glace qu'ils baptisent le Hobey Baker Memorial Rink.
Baker est également une inspiration littéraire pour F. Scott Fitzgerald, célèbre écrivain américain qui commence sa scolarité à Princenton lors de la dernière année de Baker. Même si les deux hommes ne se parlent qu'une seule fois, Fitzgerald admire Baker ; dans son premier roman, L'Envers du paradis, Fitzgerald donne à son personnage principal le nom de Amory Blaine et un des personnages secondaires de l'histoire nommé Allenby est une inspiration directe de Baker.
En 1945, le temple de la renommée du hockey ouvre ses portes et Baker fait partie de la première « promotion », un des joueurs sélectionnés avec Charlie « Chuck » Gardiner, Eddie Gerard, Francis « Frank » McGee, Howie Morenz, Tom Phillips, Harvey Pulford, William « Hod » Stuart et Georges Vézina,. Lors de l'ouverture du Temple de la renommée du hockey américain en 1973, il fait également partie des vingt-cinq personnalités intronisées. En 1975, il est intégré au temple de la renommée du football universitaire américain.
En 1950, Princeton décide de remettre le Hobey Baker Trophy à l'étudiant de première année présentant les meilleures qualités athlétiques et scolaires. Chaque année est remis le Hobey Baker hockey award  au meilleur joueur de l'école secondaire de Concord.
Depuis 1981, le trophée Hobey-Baker est remis chaque année au meilleur joueur de hockey au niveau universitaire aux États-Unis. Six ans plus tard, en 1987, le monde du hockey nord-américain l’honore une nouvelle fois lorsqu'il reçoit à titre posthume, avec Frank Mathers, le trophée Lester-Patrick en tant que personnalité ayant contribué au développement du hockey sur glace aux États-Unis. En 2010, il est admis au sein du temple de la renommée du sport de Philadelphie, le Philadelphia Sports Hall of Fame.

## Honneurs et trophées
En tant que joueur de hockey
- Vainqueur du championnat inter-universitaire en 1912 et 1914
- Membre du temple de la renommée du hockey (depuis 1945)
- Membre du temple de la renommée du hockey aux États-Unis (depuis 1973)
- Gagnant du trophée Lester-Patrick (1987)

En tant que joueur de football américain
- Vainqueur du championnat inter-universitaire en 1911
- Membre du temple de la renommée du football universitaire américain (depuis 1975)

Trophée portant son nom
- Le trophée Hobey-Baker, remis chaque année dans la NCAA au meilleur joueur universitaire de hockey sur glace aux États-Unis

Autres honneurs
- Reçu la croix de guerre pour sa conduite supérieure sous le feu lors de la Première Guerre mondiale
- Membre du temple de la renommée du sport de Philadelphie